# Jean de Brunhoff
Jean de Brunhoff (* 9. Dezember 1899 in Paris; † 16. Oktober 1937 in Montana, Kanton Wallis, Schweiz) war ein französischer Kinderbuchautor, der vor allem durch die Figur des Elefantenkönigs Babar bekannt wurde.

## Leben und Werk

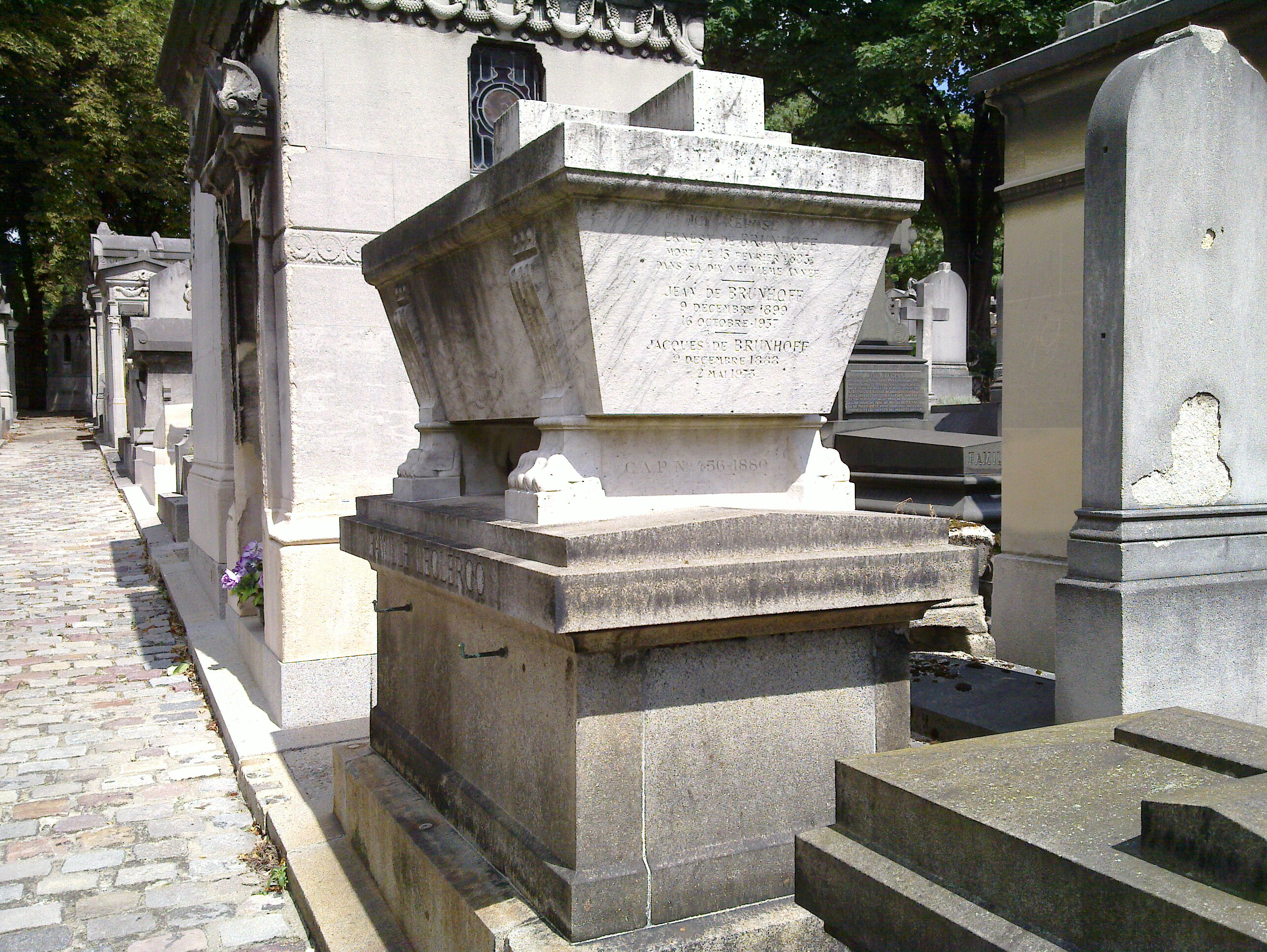
De Brunhoffs Grab in Paris

Brunhoff wurde als Sohn eines Kunstverlegers geboren. Die Familie ist schwedisch-baltischen Ursprungs. Im Gegensatz zu seinen Brüdern, die ins Verlagswesen einstiegen, widmete sich Jean de Brunhoff der Malerei. Er arbeitete mit Othon Friesz, in dessen Atelier er zahlreiche Künstler traf. 1924 heiratete er die Pianistin Cécile Sabourad, eine Arzttochter, mit der er drei Söhne hatte; Laurent (1925–2024), Mathieu (* 1926) und Thierry (* 1934), ein professioneller Pianist und Mönch der Benediktiner.
Cécile erfand für ihre Söhne Geschichten, darunter die eines kleinen Elefanten, der sich vor Jägern in die Stadt flüchtete. Jean de Brunhoff formte für seine Kinder aus diesem Stoff den Inhalt seiner ersten Geschichte von Babar, dem Elefanten.
Jean de Brunhoff starb 1937 an Tuberkulose. Er ist auf dem Friedhof Père-Lachaise in Paris begraben. Die Arbeit an den Babar-Geschichten wurde von Brunhoffs Sohn Laurent übernommen, der in die USA emigrierte, von wo aus er die Serie fortsetzte.

## Werke
- Histoire de Babar, le petit éléphant, Dezember 1931
- Le Voyage de Babar, Oktober 1932
- Le Roi Babar, Dezember 1933
- Les Vacances de Zéphir, Dezember 1936
- A.B.C. de Babar, Juli 1934
- Babar en famille, April 1938
- Babar et le Père Noël, Dezember 1941

## Bibliographie
- Nicholas Fox Weber: L’art de Babar: L’œuvre de Jean et Laurent de Brunhoff. Nathan Image 1989.